# German Open 2001 (Badminton)
Die German Open 2001 im Badminton fanden in Duisburg vom 2. bis 7. Oktober 2001 statt. Das Preisgeld betrug 50.000 USD.

## Austragungsort
- Rhein-Ruhr-Halle

## Sieger und Platzierte
| Disziplin    | Gold                          | Silber                              | Bronze                         |
| ------------ | ----------------------------- | ----------------------------------- | ------------------------------ |
| Herreneinzel | Kenneth Jonassen              | Niels Christian Kaldau              | Przemysław Wacha               |
| Herreneinzel | Kenneth Jonassen              | Niels Christian Kaldau              | Rasmus Wengberg                |
| Dameneinzel  | Pi Hongyan                    | Elena Nozdran                       | Xu Huaiwen                     |
| Dameneinzel  | Pi Hongyan                    | Elena Nozdran                       | Zeng Yaqiong                   |
| Herrendoppel | Michael Søgaard Jim Laugesen  | Michael Lamp Jonas Rasmussen        | Michael Helber Michael Keck    |
| Herrendoppel | Michael Søgaard Jim Laugesen  | Michael Lamp Jonas Rasmussen        | Michał Łogosz Robert Mateusiak |
| Damendoppel  | Helene Kirkegaard Rikke Olsen | Mette Schjoldager Ann-Lou Jørgensen | Pernille Harder Majken Vange   |
| Damendoppel  | Helene Kirkegaard Rikke Olsen | Mette Schjoldager Ann-Lou Jørgensen | Nicole Grether Nicol Pitro     |
| Mixed        | Michael Søgaard Rikke Olsen   | Michael Lamp Ann-Lou Jørgensen      | Björn Siegemund Nicol Pitro    |
| Mixed        | Michael Søgaard Rikke Olsen   | Michael Lamp Ann-Lou Jørgensen      | Mathias Boe Majken Vange       |

## Finalergebnisse
| Disziplin    | Sieger                        | Finalist                            | Ergebnis                |
| ------------ | ----------------------------- | ----------------------------------- | ----------------------- |
| Herreneinzel | Kenneth Jonassen              | Niels Christian Kaldau              | 7–1, 7–8, 8–6, 4–7, 7–5 |
| Dameneinzel  | Pi Hongyan                    | Elena Nozdran                       | 7–1, 7–5, 7–2           |
| Herrendoppel | Michael Søgaard Jim Laugesen  | Michael Lamp Jonas Rasmussen        | 7–1, 7–1, 3–7, 7–4      |
| Damendoppel  | Helene Kirkegaard Rikke Olsen | Mette Schjoldager Ann-Lou Jørgensen | 7–0, 8–7, 7–0           |
| Mixed        | Michael Søgaard Rikke Olsen   | Michael Lamp Ann-Lou Jørgensen      | 7–1, 7–4, 7–1           |

## Herreneinzel Qualifikation
- Christoph Schnaase –  Sven Eric Kastens: 5-7 / 7-3 / 7-2
- Philipp Knoll –  Michael Weyck: 7-2 / 2-7 / 1-7
- Joachim Persson –  Kurt Nijs: 7-1 / 7-4 / 7-1
- Thimm Spitzer –  Toni Gerasch: 7-3 / 7-2 / 7-4
- Timo Teulings –  Ronald Huber: 3-7 / 7-1 / 7-0
- Johannes Bilo –  Michael Fuchs: 8-7 / 4-7 / 7-0
- Nikhil Kanetkar –  Justus Schmitz: 7-3 / 7-3 / 7-2
- Henning Zanssen –  Fabian Zilm: 7-4 / 7-1 / 7-3
- Christian Lembke –  Norman Eby: 8-7 / 7-5 / 8-6
- Tim Dettmann –  Rolf Monteiro: 3-7 / 7-4 / 7-3
- Pascal Histel –  Karl-Heinz Gerber: 8-6 / 4-7 / 7-3
- Jacob Madsen –  Matthias Becker: 7-4 / 7-3 / 7-1
- Jens-Kristian Leth –  Matthias Bilo: 7-5 / 7-6 / 7-1
- Danny Schwarz –  Sebastian Kreibich: 8-6 / 7-4 / 7-2

## Herreneinzel
- Kenneth Jonassen –  Christoph Schnaase: 7-1 / 7-0 / 7-1
- Xie Yangchun –  Arnd Vetters: 7-2 / 7-0 / 7-3
- Per-Henrik Croona –  Jochen Cassel: 7-3 / 7-1 / 7-1
- Wouter Claes –  Tim Dettmann: 4-7 / 8-6 / 5-7
- Oliver Pongratz –  Nikhil Kanetkar: 0-7 / 3-7 / 7-3
- Mark Constable –  Pascal Histel: 7-2 / 7-1 / 7-0
- Marc Hannes –  Kasper Nielsen: 7-0 / 7-2 / 7-0
- George Rimarcdi –  Heryanto Arbi: 8-7 / 5-7 / 7-3
- Marc Zwiebler –  Siddharth Jain: 8-6 / 7-2 / 8-6
- Joachim Fischer Nielsen –  Roman Spitko: 7-0 / 7-1 / 8-6
- Andrew Smith –  Frédéric Mawet: 7-2 / 7-4 / 7-1
- Przemysław Wacha –  Robin Niesner: 7-0 / 7-2 / 7-3
- Søren Boas Olsen –  Joachim Persson: 0-7 / 0-7 / 8-6
- Martin Hagberg –  Mark Burgess: 7-4 / 8-6 / 7-1
- Johan Uddfolk –  Andreas Wölk: 2-7 / 7-2 / 7-4
- Matthias Kuchenbecker –  Miha Horvat: 7-2 / 7-4 / 8-6
- Daniel Eriksson –  Gijs van Heijster: 7-0 / 7-1 / 7-4
- Danny Schwarz –  Johannes Bilo: 3-7 / 4-7 / 8-7
- Niels Christian Kaldau –  Ian Maywald: 7-0 / 7-1 / 7-3
- Kasper Fangel –  Chetan Anand: 7-4 / 8-7 / 7-3
- Björn Joppien –  Jürgen Koch: 7-3 / 7-0 / 1-7
- Ruud Kuijten –  Christoph Clarenbach: 7-5 / 7-0 / 7-3
- Vladislav Druzchenko –  Dharma Gunawi: 7-1 / 7-0 / 7-1
- Yong Yudianto –  Jonas Lyduch: 8-6 / 7-5 / 7-5
- Jim Ronny Andersen –  Stephan Löll: 8-7 / 7-1 / 7-1
- Maurice Niesner –  Aleš Murn: 7-3 / 7-4 / 7-0
- Rasmus Wengberg –  Franklin Wahab: 7-2 / 7-0 / 7-1
- Rune Massing –  Jan Junker: 7-5 / 7-4 / 8-7
- Kasper Ødum –  Jens-Kristian Leth: 2-7 / 7-0 / 7-2
- Jens Roch –  Michael Edge: 7-0 / 7-1 / 7-0
- Chen Wei –  Richard Vaughan: 8-7 / 3-7 / 7-3
- Andrej Pohar –  Konstantin Tatranov: w.o.
- Kenneth Jonassen –  Xie Yangchun: 7-2 / 7-3 / 7-2
- Per-Henrik Croona –  Wouter Claes: 3-7 / 7-1 / 7-5
- Oliver Pongratz –  Andrej Pohar: 7-3 / 7-4 / 5-7
- Mark Constable –  Marc Hannes: 7-4 / 7-0 / 7-3
- George Rimarcdi –  Marc Zwiebler: 7-0 / 7-1 / 7-2
- Joachim Fischer Nielsen –  Andrew Smith: 4-7 / 7-2 / 7-3
- Przemysław Wacha –  Søren Boas Olsen: 7-2 / 7-3 / 7-5
- Martin Hagberg –  Johan Uddfolk: 7-3 / 7-5 / 7-0
- Daniel Eriksson –  Matthias Kuchenbecker: 7-2 / 7-2 / 7-1
- Niels Christian Kaldau –  Danny Schwarz: 7-4 / 7-1 / 7-5
- Kasper Fangel –  Björn Joppien: 3-7 / 7-4 / 5-7
- Vladislav Druzchenko –  Ruud Kuijten: 5-7 / 7-0 / 4-7
- Yong Yudianto –  Jim Ronny Andersen: 7-2 / 7-3 / 4-7
- Rasmus Wengberg –  Maurice Niesner: 4-7 / 7-4 / 7-3
- Kasper Ødum –  Rune Massing: 7-4 / 7-5 / 8-6
- Jens Roch –  Chen Wei: 7-2 / 7-5 / 7-4
- Kenneth Jonassen –  Per-Henrik Croona: 7-5 / 7-0 / 7-3
- Oliver Pongratz –  Mark Constable: 4-7 / 7-1 / 5-7
- Joachim Fischer Nielsen –  George Rimarcdi: 7-1 / 7-4 / 7-4
- Przemysław Wacha –  Martin Hagberg: 7-5 / 5-7 / 7-3
- Niels Christian Kaldau –  Daniel Eriksson: 8-7 / 6-8 / 8-6
- Vladislav Druzchenko –  Kasper Fangel: 4-7 / 7-1 / 7-4
- Rasmus Wengberg –  Yong Yudianto: 7-8 / 7-3 / 7-0
- Kasper Ødum –  Jens Roch: 7-0 / 7-0 / 0-7
- Kenneth Jonassen –  Oliver Pongratz: 7-1 / 8-6 / 7-2
- Przemysław Wacha –  Joachim Fischer Nielsen: 6-8 / 7-5 / 0-7
- Niels Christian Kaldau –  Vladislav Druzchenko: 7-3 / 7-3 / 7-3
- Rasmus Wengberg –  Kasper Ødum: w.o.
- Kenneth Jonassen –  Przemysław Wacha: 7-0 / 7-4 / 7-4
- Niels Christian Kaldau –  Rasmus Wengberg: 7-3 / 7-4 / 4-7
- Kenneth Jonassen –  Niels Christian Kaldau: 7-1 / 7-8 / 8-6

## Dameneinzel Qualifikation
- Sonja Martenstein –  Aline Decker: 4-7 / 7-1 / 7-1

## Dameneinzel
- Marina Andrievskaia –  Christina Sørensen: 8-6 / 7-5 / 7-2
- Sonja Martenstein –  Claudia Vogelgsang: 7-2 / 2-7 / 7-2
- Nicole Grether –  Line Isberg: 7-4 / 7-3 / 3-7
- Xu Huaiwen –  Heike Schönharting: 7-0 / 7-3 / 7-2
- Pi Hongyan –  Juliane Schenk: 7-3 / 7-2 / 7-0
- Aparna Popat –  Maja Pohar: 5-7 / 7-1 / 7-1
- Brenda Beenhakker –  Petra Overzier: 7-2 / 5-7 / 7-5
- Maja Tvrdy –  Liesbeth Aerts: 7-1 / 7-3 / 7-0
- Anu Nieminen –  Stefanie Müller: 7-5 / 7-1 / 8-6
- Zeng Yaqiong –  Heidi Bender: 7-0 / 7-2 / 7-1
- Tine Baun –  Neli Boteva: 7-0 / 7-2 / 7-1
- Kathrin Hoffmann –  Karin Schnaase: 7-3 / 7-3 / 8-6
- Katja Michalowsky –  Tine Høy: 7-5 / 0-7 / 7-4
- Karina de Wit –  B. R. Meenakshi: 7-1 / 5-7 / 7-2
- Elena Nozdran –  Corina Herrle: 7-2 / 7-0 / 7-1
- Anne Marie Pedersen –  Natalja Esipenko: w.o.
- Marina Andrievskaia –  Sonja Martenstein: 7-1 / 7-4 / 7-1
- Xu Huaiwen –  Nicole Grether: 8-6 / 7-3 / 7-5
- Pi Hongyan –  Aparna Popat: 7-3 / 7-0 / 7-1
- Brenda Beenhakker –  Anne Marie Pedersen: 7-5 / 7-0 / 7-1
- Anu Nieminen –  Maja Tvrdy: 7-0 / 7-0 / 7-5
- Zeng Yaqiong –  Tine Baun: 7-5 / 8-7 / 7-2
- Katja Michalowsky –  Kathrin Hoffmann: 7-1 / 7-1 / 7-0
- Elena Nozdran –  Karina de Wit: 7-5 / 7-4 / 7-2
- Xu Huaiwen –  Marina Andrievskaia: 1-7 / 7-3 / 7-5
- Pi Hongyan –  Brenda Beenhakker: 7-1 / 7-0 / 7-5
- Zeng Yaqiong –  Anu Nieminen: 6-8 / 7-2 / 7-3
- Elena Nozdran –  Katja Michalowsky: 7-3 / 7-1 / 3-7
- Pi Hongyan –  Xu Huaiwen: 7-4 / 8-6 / 7-1
- Elena Nozdran –  Zeng Yaqiong: 8-6 / 2-7 / 7-0
- Pi Hongyan –  Elena Nozdran: 7-1 / 7-5 / 7-2

## Herrendoppel Qualifikation
- Robin Niesner /  Timo Teulings –  Matthias Bilo /  Sven Eric Kastens: 6-8 / 8-6 / 2-7
- Stephan Löll /  Hendrik Westermeyer –  Christian Lembke /  Justus Schmitz: 0-7 / 7-2 / 7-4

## Herrendoppel
- Jim Laugesen /  Michael Søgaard –  Aleš Murn /  Andrej Pohar: 7-0 / 7-3 / 7-1
- Jordy Halapiry /  Dennis Lens –  Ingo Kindervater /  Kasper Nielsen: 7-0 / 7-2 / 7-3
- Björn Siegemund /  Joachim Tesche –  Mathias Boe /  Peter Steffensen: 4-7 / 7-1 / 7-2
- Peter Jeffrey /  Ian Palethorpe –  Danny Schwarz /  Michael Weyck: 7-0 / 7-2 / 7-0
- Jürgen Koch /  Jesper Thomsen –  Henrik Andersson /  Fredrik Bergström: 7-5 / 8-6 / 8-6
- Søren Boas Olsen /  Karsten Mathiesen –  Marc Hannes /  Ian Maywald: 8-7 / 0-7 / 7-3
- Michael Helber /  Michael Keck –  Bryan Moody /  Brent Olynyk: 3-7 / 7-5 / 7-0
- Dharma Gunawi /  Rolf Monteiro –  Phillip Droste /  Joachim Persson: 7-4 / 3-7 / 8-6
- Stephan Löll /  Hendrik Westermeyer –  Michael Cassel /  Toni Gerasch: 7-2 / 7-5 / 7-2
- Kristof Hopp /  Thomas Tesche –  Xie Yangchun /  Marc Zwiebler: 7-3 / 7-1 / 1-7
- Michał Łogosz /  Robert Mateusiak –  Christoph Clarenbach /  Matthias Kuchenbecker: 7-0 / 7-4 / 7-5
- Maurice Niesner /  Leif-Olav Zöllner –  Jens-Kristian Leth /  Jacob Madsen: 7-2 / 7-1 / 7-2
- Julian Robertson /  Ian Sullivan –  Frédéric Mawet /  Wouter Claes: 7-4 / 7-5 / 7-1
- Cai-Simon Preuten /  Christoph Schnaase –  Miha Horvat /  Henning Zanssen: 4-7 / 4-7 / 7-5
- Michael Lamp /  Jonas Rasmussen –  Arnd Vetters /  Franklin Wahab: 7-2 / 7-0 / 7-3
- Jim Laugesen /  Michael Søgaard –  Jordy Halapiry /  Dennis Lens: 7-2 / 8-6 / 7-1
- Björn Siegemund /  Joachim Tesche –  Peter Jeffrey /  Ian Palethorpe: 7-2 / 7-0 / 7-2
- Jürgen Koch /  Jesper Thomsen –  Søren Boas Olsen /  Karsten Mathiesen: 8-6 / 7-0 / 7-8
- Michael Helber /  Michael Keck –  Dharma Gunawi /  Rolf Monteiro: 3-7 / 7-3 / 7-3
- Kristof Hopp /  Thomas Tesche –  Stephan Löll /  Hendrik Westermeyer: 7-2 / 8-6 / 7-4
- Michał Łogosz /  Robert Mateusiak –  Tim Dettmann /  Michael Fuchs: 7-2 / 7-1 / 7-2
- Julian Robertson /  Ian Sullivan –  Maurice Niesner /  Leif-Olav Zöllner: 7-2 / 7-2 / 7-1
- Michael Lamp /  Jonas Rasmussen –  Cai-Simon Preuten /  Christoph Schnaase: 7-1 / 7-1 / 7-3
- Jim Laugesen /  Michael Søgaard –  Björn Siegemund /  Joachim Tesche: 7-2 / 7-3 / 7-5
- Michael Helber /  Michael Keck –  Jürgen Koch /  Jesper Thomsen: 3-7 / 7-1 / 7-1
- Michał Łogosz /  Robert Mateusiak –  Kristof Hopp /  Thomas Tesche: 7-3 / 7-1 / 7-2
- Michael Lamp /  Jonas Rasmussen –  Julian Robertson /  Ian Sullivan: 7-5 / 7-5 / 7-0
- Jim Laugesen /  Michael Søgaard –  Michael Helber /  Michael Keck: 8-6 / 7-0 / 7-4
- Michael Lamp /  Jonas Rasmussen –  Michał Łogosz /  Robert Mateusiak: 7-1 / 7-3 / 8-6
- Jim Laugesen /  Michael Søgaard –  Michael Lamp /  Jonas Rasmussen: 7-1 / 7-1 / 3-7

## Damendoppel
- Ella Tripp /  Joanne Nicholas –  Sandra Marinello /  Birgit Overzier: 7-3 / 8-6 / 7-3
- Maja Pohar /  Maja Tvrdy –  Anne Hönscheid /  Carina Mette: 4-7 / 7-4 / 7-4
- Liza Parker /  Suzanne Rayappan –  Stefanie Müller /  Michaela Peiffer: 7-0 / 7-4 / 7-4
- Lene Mørk /  Helle Nielsen –  Heidi Bender /  Sonja Martenstein: 7-0 / 7-5 / 7-2
- Jane F. Bramsen /  Julie Houmann –  Rita Yuan Gao /  Sandra Watt: 7-5 / 7-5 / 6-8
- Claudia Vogelgsang /  Xu Huaiwen –  Kathrin Piotrowski /  Juliane Schenk: 7-1 / 7-3 / 7-3
- Gail Emms /  Donna Kellogg –  Petra Overzier /  Anika Sietz: 7-3 / 0-7 / 7-5
- Helene Kirkegaard /  Rikke Olsen –  Corina Herrle /  Caren Hückstädt: 7-2 / 7-4 / 7-0
- Ella Tripp /  Joanne Nicholas –  Neli Boteva /  Aline Decker: 7-0 / 7-0 / 7-0
- Pernille Harder /  Majken Vange –  Maja Pohar /  Maja Tvrdy: 7-2 / 7-1 / 7-1
- Liza Parker /  Suzanne Rayappan –  Kathrin Hoffmann /  Jessica Willems: 7-0 / 7-1 / 7-0
- Lene Mørk /  Helle Nielsen –  Liu Lu /  Anja Weber: 7-3 / 7-5 / 3-7
- Nicole Grether /  Nicol Pitro –  Jane F. Bramsen /  Julie Houmann: 5-7 / 7-1 / 7-3
- Claudia Vogelgsang /  Xu Huaiwen –  Carola Bott /  Nicole Schnurrer: 7-1 / 7-2 / 7-0
- Ann-Lou Jørgensen /  Mette Schjoldager –  Gail Emms /  Donna Kellogg: 7-3 / 7-5 / 4-7
- Helene Kirkegaard /  Rikke Olsen –  Ella Tripp /  Joanne Nicholas: 7-2 / 7-4 / 7-5
- Pernille Harder /  Majken Vange –  Liza Parker /  Suzanne Rayappan: 7-0 / 7-1 / 7-1
- Nicole Grether /  Nicol Pitro –  Lene Mørk /  Helle Nielsen: 7-0 / 1-7 / 7-0
- Ann-Lou Jørgensen /  Mette Schjoldager –  Claudia Vogelgsang /  Xu Huaiwen: 7-0 / 7-2 / 7-2
- Helene Kirkegaard /  Rikke Olsen –  Pernille Harder /  Majken Vange: 7-0 / 1-7 / 7-2
- Ann-Lou Jørgensen /  Mette Schjoldager –  Nicole Grether /  Nicol Pitro: 7-3 / 7-3 / 7-1
- Helene Kirkegaard /  Rikke Olsen –  Ann-Lou Jørgensen /  Mette Schjoldager: 7-0 / 8-7 / 7-0

## Mixed
- Michael Søgaard /  Rikke Olsen –  Michael Cassel /  Corina Herrle: 7-2 / 7-2 / 7-0
- Vladislav Druzchenko /  Elena Nozdran –  Ingo Kindervater /  Caren Hückstädt: 8-7 / 5-8 / 7-5
- Peter Jeffrey /  Suzanne Rayappan –  Fabian Zilm /  Aline Decker: 7-2 / 7-5 / 7-3
- Michael Helber /  Anika Sietz –  Tim Dettmann /  Liu Lu: 2-7 / 7-4 / 8-7
- Björn Siegemund /  Nicol Pitro –  Peter Steffensen /  Julie Houmann: 7-3 / 7-2 / 5-7
- Kurt Nijs /  Liesbeth Aerts –  Toni Gerasch /  Carola Bott: 7-5 / 7-4 / 7-5
- Jonas Rasmussen /  Jane F. Bramsen –  Michael Fuchs /  Monja Bölter: 7-2 / 7-3 / 7-1
- Andrej Pohar /  Maja Pohar –  Maurice Niesner /  Michaela Peiffer: 2-7 / 7-5 / 7-5
- Franklin Wahab /  Sonja Martenstein –  Aleš Murn /  Maja Tvrdy: 7-4 / 7-4 / 7-0
- Kristof Hopp /  Kathrin Piotrowski –  Chetan Anand /  B. R. Meenakshi: 7-0 / 7-3 / 7-0
- Ian Sullivan /  Donna Kellogg –  Marc Zwiebler /  Birgit Overzier: 7-2 / 7-0 / 7-0
- Michael Lamp /  Ann-Lou Jørgensen –  Sebastian Kreibich /  Nicole Schnurrer: 7-1 / 7-0 / 7-3
- Jesper Thomsen /  Lene Mørk –  Robin Niesner /  Anja Weber: 7-3 / 7-0 / 7-3
- Ian Palethorpe /  Ella Tripp –  Joachim Tesche /  Anne Hönscheid: 7-4 / 3-7 / 2-7
- Mathias Boe /  Majken Vange –  Thomas Tesche /  Carina Mette: 7-5 / 3-7 / 7-5
- Fredrik Bergström /  Jenny Karlsson –  Leif-Olav Zöllner /  Heidi Bender: 7-0 / 7-0 / 7-0
- Michael Søgaard /  Rikke Olsen –  Vladislav Druzchenko /  Elena Nozdran: 7-3 / 8-6 / 8-6
- Peter Jeffrey /  Suzanne Rayappan –  Michael Helber /  Anika Sietz: 2-7 / 8-6 / 7-2
- Björn Siegemund /  Nicol Pitro –  Kurt Nijs /  Liesbeth Aerts: 7-1 / 7-0 / 7-3
- Kristof Hopp /  Kathrin Piotrowski –  Franklin Wahab /  Sonja Martenstein: 7-0 / 7-4 / 7-4
- Michael Lamp /  Ann-Lou Jørgensen –  Ian Sullivan /  Donna Kellogg: 7-3 / 2-7 / 4-7
- Ian Palethorpe /  Ella Tripp –  Jesper Thomsen /  Lene Mørk: 7-0 / 7-4 / 7-1
- Mathias Boe /  Majken Vange –  Fredrik Bergström /  Jenny Karlsson: 4-7 / 7-5 / 1-7
- Andrej Pohar /  Maja Pohar –  Jonas Rasmussen /  Jane F. Bramsen: w.o.
- Michael Søgaard /  Rikke Olsen –  Peter Jeffrey /  Suzanne Rayappan: 3-7 / 7-1 / 7-1
- Björn Siegemund /  Nicol Pitro –  Andrej Pohar /  Maja Pohar: 7-3 / 7-1 / 7-4
- Michael Lamp /  Ann-Lou Jørgensen –  Kristof Hopp /  Kathrin Piotrowski: 7-4 / 4-7 / 7-2
- Mathias Boe /  Majken Vange –  Ian Palethorpe /  Ella Tripp: 7-2 / 8-6 / 7-8
- Michael Søgaard /  Rikke Olsen –  Björn Siegemund /  Nicol Pitro: 7-4 / 4-7 / 7-2
- Michael Lamp /  Ann-Lou Jørgensen –  Mathias Boe /  Majken Vange: 7-0 / 8-6 / 7-5
- Michael Søgaard /  Rikke Olsen –  Michael Lamp /  Ann-Lou Jørgensen: 7-1 / 7-4 / 7-1